# Nazionale maschile di pallavolo dell'Iran
La nazionale maschile di pallavolo dell'Iran è una squadra asiatica e oceaniana composta dai migliori giocatori di pallavolo dell'Iran ed è posta sotto l'egida della Federazione pallavolistica dell'Iran.

## Rosa
Segue la rosa dei giocatori convocati per la Volleyball Nations League 2024.
| N° | Nome                    | Ruolo | Data di nascita  | Squadra               |
| -- | ----------------------- | ----- | ---------------- | --------------------- |
| 1  | Mahdi Jelveh            | C     | 21 maggio 2001   | Fenerbahçe            |
| 2  | Milad Ebadipour         | S     | 17 ottobre 1993  | Ural                  |
| 7  | Alireza Farahani        | C     | 8 novembre 1998  | Paykan                |
| 8  | Mohammad Hazratpour     | L     | 31 marzo 1999    | Shahdab Yazd          |
| 9  | Poriya Khanzadeh        | S     | 1º luglio 2004   | Foolad Sirjan Iranian |
| 10 | Amin Esmaeilnezhad      | O     | 17 dicembre 1996 | Verona                |
| 12 | Amirhossein Esfandiar   | S     | 24 gennaio 1999  | Tianjin               |
| 14 | Javad Karimisouchelmaei | P     | 1º marzo 1998    | Arcada Galați         |
| 17 | Meisam Salehi           | S     | 17 novembre 1998 | Shahdab Yazd          |
| 18 | Mohammad Vadi           | P     | 10 ottobre 1989  | Foolad Sirjan Iranian |
| 21 | Arman Salehi            | L     | 29 ottobre 1992  | Urmia                 |
| 26 | Mohammad Barbast        | O     | 14 febbraio 2002 | Dinamo Bucarest       |
| 27 | Mohammad Valizadeh      | C     | 31 maggio 2001   | Shahdab Yazd          |
| 30 | Mobin Nasri             | S     | 7 gennaio 2003   | Paykan                |
| 33 | Seyed Sadati            | S     | 19 giugno 2003   | Giti Pasand           |
| 49 | Morteza Sharifi         | S     | 27 maggio 1999   | Spor Toto             |
| 55 | Arshia Behnezhad        | P     | 4 agosto 2003    | Urmia                 |

## Risultati

### Competizioni FIVB
| 1964 | non qualificata | -            |
| 1968 | non qualificata | -            |
| 1972 | non qualificata | -            |
| 1976 | non qualificata | -            |
| 1980 | non qualificata | -            |
| 1984 | non qualificata | -            |
| 1988 | non qualificata | -            |
| 1992 | non qualificata | -            |
| 1996 | non qualificata | -            |
| 2000 | non qualificata | -            |
| 2004 | non qualificata | -            |
| 2008 | non qualificata | -            |
| 2012 | non qualificata | -            |
| 2016 | 5º posto        | Convocazioni |
| 2020 | 9º posto        | Convocazioni |
| 2024 | non qualificata | -            |

| 1949 | non qualificata | -            |
| 1952 | non qualificata | -            |
| 1956 | non qualificata | -            |
| 1960 | non qualificata | -            |
| 1962 | non qualificata | -            |
| 1966 | non qualificata | -            |
| 1970 | 21º posto       | Convocazioni |
| 1974 | non qualificata | -            |
| 1978 | non qualificata | -            |
| 1982 | non qualificata | -            |
| 1986 | non qualificata | -            |
| 1990 | non qualificata | -            |
| 1994 | non qualificata | -            |
| 1998 | 19º posto       | Convocazioni |
| 2002 | non qualificata | -            |
| 2006 | 21º posto       | Convocazioni |
| 2010 | 19º posto       | Convocazioni |
| 2014 | 6º posto        | Convocazioni |
| 2018 | 13º posto       | Convocazioni |
| 2022 | 13º posto       | Convocazioni |

| 2018 | 10º posto | Convocazioni |
| 2019 | 5º posto  | Convocazioni |
| 2021 | 12º posto | Convocazioni |
| 2022 | 7º posto  | Convocazioni |
| 2023 | 14º posto | Convocazioni |
| 2024 | 15º posto | Convocazioni |
| 2025 | 9º posto  | Convocazioni |

| 1965 | non qualificata | -            |
| 1969 | non qualificata | -            |
| 1977 | non qualificata | -            |
| 1981 | non qualificata | -            |
| 1985 | non qualificata | -            |
| 1989 | non qualificata | -            |
| 1991 | 11º posto       | Convocazioni |
| 1995 | non qualificata | -            |
| 1999 | non qualificata | -            |
| 2003 | non qualificata | -            |
| 2007 | non qualificata | -            |
| 2011 | 9º posto        | Convocazioni |
| 2015 | 8º posto        | Convocazioni |
| 2019 | 8º posto        | Convocazioni |
| 2023 | non qualificata | -            |

### Competizioni AVC
| 1975 | non qualificata | -            |
| 1979 | 6º posto        | Convocazioni |
| 1983 | non qualificata | -            |
| 1987 | 10º posto       | Convocazioni |
| 1989 | 8º posto        | Convocazioni |
| 1991 | 7º posto        | Convocazioni |
| 1993 | 5º posto        | Convocazioni |
| 1995 | 4º posto        | Convocazioni |
| 1997 | 6º posto        | Convocazioni |
| 1999 | 5º posto        | Convocazioni |
| 2001 | 5º posto        | Convocazioni |
| 2003 | 3º posto        | Convocazioni |
| 2005 | 6º posto        | Convocazioni |
| 2007 | 5º posto        | Convocazioni |
| 2009 | 2º posto        | Convocazioni |
| 2011 | 1º posto        | Convocazioni |
| 2013 | 1º posto        | Convocazioni |
| 2015 | 2º posto        | Convocazioni |
| 2017 | 5º posto        | Convocazioni |
| 2019 | 1º posto        | Convocazioni |
| 2021 | 1º posto        | Convocazioni |
| 2023 | 2º posto        | Convocazioni |

| 2008 | 1º posto | Convocazioni |
| 2010 | 1º posto | Convocazioni |
| 2012 | 2º posto | Convocazioni |
| 2014 | 4º posto | Convocazioni |
| 2016 | 1º posto | Convocazioni |
| 2018 | 2º posto | Convocazioni |
| 2022 | 5º posto | Convocazioni |

### Competizioni estinte
| 1990 | non qualificata | -            |
| 1991 | non qualificata | -            |
| 1992 | non qualificata | -            |
| 1993 | non qualificata | -            |
| 1994 | non qualificata | -            |
| 1995 | non qualificata | -            |
| 1996 | non qualificata | -            |
| 1997 | non qualificata | -            |
| 1998 | non qualificata | -            |
| 1999 | non qualificata | -            |
| 2000 | non qualificata | -            |
| 2001 | non qualificata | -            |
| 2002 | non qualificata | -            |
| 2003 | non qualificata | -            |
| 2004 | non qualificata | -            |
| 2005 | non qualificata | -            |
| 2006 | non qualificata | -            |
| 2007 | non qualificata | -            |
| 2008 | non qualificata | -            |
| 2009 | non qualificata | -            |
| 2010 | non qualificata | -            |
| 2011 | non qualificata | -            |
| 2012 | non qualificata | -            |
| 2013 | 9º posto        | Convocazioni |
| 2014 | 4º posto        | Convocazioni |
| 2015 | 7º posto        | Convocazioni |
| 2016 | 8º posto        | Convocazioni |
| 2017 | 11º posto       | Convocazioni |

| 1993 | non qualificata | -            |
| 1997 | non qualificata | -            |
| 2001 | non qualificata | -            |
| 2005 | non qualificata | -            |
| 2009 | 5º posto        | Convocazioni |
| 2013 | 4º posto        | Convocazioni |
| 2017 | 3º posto        | Convocazioni |